# Aporia uedai
Aporia uedai is een vlindersoort uit de familie van de Pieridae (witjes), onderfamilie Pierinae.
Aporia uedai werd in 1989 beschreven door Koiwaya.